# Râul Pasvikelva
Pasvikelva (Báhčaveaijohka în sami, Paatsjoki în finlandeză, Паз (Paz) sau Патсойоки (Patsoioki) în rusă) este un râu în nordul Europei, care își are obârșia în  lacul Inari și se varsă în fiordul Varangerfjord nu departe de localitatea Kirkenes.
Potențialul energetic al râului este exploatat printr-o serie de 7 hidrocentrale, concentrate în Norvegia și Rusia, ce însumează o putere totală de 1.7 TWh.

### Hidrocentrale
| Numele     | Anul construcției | Puterea instalată | Țara    |          |
| ---------- | ----------------- | ----------------- | ------- | -------- |
| Kaitakoski | Kaitakoski        | 1959              | 69 GWh  | Rusia    |
| Jäniskoski | Jäniskoski        | 1951              | 208 GWh | Rusia    |
| Rajakoski  | Rajakoski         | 1956              | 228 GWh | Rusia    |
| Hestefoss  | Hestefoss         | 1970              | 215 GWh | Rusia    |
| Skogfoss   | Skogfoss          | 1964              | 258 GWh | Norvegia |
| Melkefoss  | Melkefoss         | 1978              | 129 GWh | Norvegia |
| Boris Gleb | Boris Gleb        | 1963              | 272 GWh | Rusia    |

1. ↑  NVE Atlas, accesat în 8 iulie 2020
2. ↑  NVE Atlas, accesat în 8 iulie 2020
3. 1 2 3 4 5 6 7 8 9 10 11  NVE Atlas, accesat în 6 iunie 2021
4. 1 2 3 4 5  Hartă topografică, accesat în 6 iunie 2021
5. ↑  NVE Atlas
6. ↑  NVE Atlas, accesat în 12 ianuarie 2025